# Wakabayashilite
La wakabayashilite è un minerale.